# 拉桑·克羅馬
拉桑納·V·克羅馬（1991年6月24日—）為賴比瑞亞裔美國男子籃球運動員，場上位置為小前鋒與得分後衛，現效力於台灣職業籃球大聯盟桃園台啤永豐雲豹。

## 早年至大學生涯
克羅馬出生於紐約皇后區，母親為賴比瑞亞人，克羅馬離開愛蓮娜·羅斯福高中後進入喬治·華盛頓大學就讀，大二因為腳傷缺席整個球季，自喬治·華盛頓大學畢業後前往康乃狄克大學攻讀碩士學位。

## 職業生涯
2021年8月10日，克羅馬加盟法國籃球甲級聯賽普羅旺斯福斯。
2022年8月17日，克羅馬加盟西班牙籃球甲級聯賽豐拉夫拉達。
2023年9月26日，T1聯盟台啤永豐雲豹宣布簽下克羅馬。11月26日，克羅馬在對戰臺南台鋼獵鷹的比賽拿下27分、11籃板、12助攻的大三元成績。11月克羅馬出賽4場比賽，繳出場均23.8分、9.2籃板、6.8助攻、4.2抄截、1.2阻攻的表現，在12月5日獲選T1聯盟2023-24賽季11月最佳外援。12月17日，克羅馬在對戰新北中信特攻的比賽拿下28分、11籃板、10助攻的大三元成績。2024年1月20日，克羅馬在對戰臺南台鋼獵鷹的比賽拿下29分、11籃板、13助攻的大三元成績。4月克羅馬繳出場均27.6分、6.8籃板、6.6助攻、2.4抄截的表現，在5月7日獲選T1聯盟2023-24賽季4月最佳外援。2023-24賽季克羅馬以場均25.7分、3.0抄截的表現拿下得分王與抄截王，並獲選年度第一隊與年度最佳外援。
2024年8月7日，桃園台啤永豐雲豹宣布與克羅馬完成續約。2025年5月18日，克羅馬在對戰福爾摩沙夢想家的比賽拿下17分、11籃板、15助攻的大三元成績。5月克羅馬繳出場均20.7分、9.3籃板、10助攻、2.0抄截的表現，在5月27日獲選TPBL2024-25賽季5月最佳洋將。2024-25賽季克羅馬以場均23.3分、2.8抄截的表現拿下得分王與抄截王，並獲選年度防守第二隊與年度第一隊。
2025年7月14日，桃園台啤永豐雲豹宣布與克羅馬完成續約。

## 外部連結
- 拉桑·克羅馬在fiba.basketball（英语）
- 拉桑·克羅馬在NBA G聯盟官網（英语）
- 拉桑·克羅馬在西班牙篮球甲级联赛官網（球員）（西班牙语）
- 拉桑·克羅馬在法國籃球甲級聯賽官網（法语）
- 拉桑·克羅馬在希腊篮球甲级联赛官網（希腊语）
- 拉桑·克羅馬在台灣職業籃球大聯盟官網
- 拉桑·克羅馬在Basketball-Reference.com（NBA G聯盟）（英语）
- 拉桑·克羅馬在Basketball-Reference.com（國際）（英语）
- 拉桑·克羅馬在Sports-Reference.com（NCAA）（英语）
- 拉桑·克羅馬在Eurobasket.com（球員）（英语）
- 拉桑·克羅馬在Proballers（英语）
- 拉桑·克羅馬在RealGM（球員）（英语）
- 拉桑·克羅馬在Flashscore（英语）